# 卡奈依馬國家公園
卡奈依马国家公园是委內瑞拉大薩瓦納地區的國家公園，位於該國東南部玻利瓦爾州，面積30,000平方公里，是全球第六大國家公園，始建於1962年6月12日。1994年被列入世界遗产名录，公園最著名的景點為平頂高原山為特徵的特普伊山脈（tepuis）與安赫爾瀑布。

## 歷史
卡奈依馬國家公園成立於1962年6月12日，1990年，參與《亞馬遜合作條約》加速開發亞馬遜地區的南美洲國家建，曾議將卡奈瑪國家公園向南擴展，將其與巴西的羅賴馬國家公園連接起來，並協調管理旅遊、研究和保護，1994年，卡奈依馬國家公園被聯合國教科文組織指定為世界自然遺產，也是唯一一個管轄平頂山脈的自然保護區。

## 面積與地質
卡奈依馬國家公園是委內瑞拉第二大國家公園，僅次於帕里馬-塔皮拉佩科國家公園，同時也是全球第六大國家公園。大約有比利時或馬里蘭州的大小，同時該公園也是瓜亞南高地潮濕森林生態區的一部分。
國家公園內的棲息地包含河流、瀑布、峽谷、山谷及茂密叢林和疏林草原，其中大約 65% 的面積被稱為特普伊山脈（tepuis）的岩石高原所佔據，這是一種具有數百萬年歷史，由非常古老的砂岩組成沉積覆蓋層的的平頂山脈，構成了當地獨特的生物環境，具有重要的地質意義。同時陡峭的懸崖和瀑布也是其特色，其中包括安赫爾瀑布（別稱為：丘倫梅魯瀑布、天使瀑布），它是世界上最高的瀑布，海拔 979公尺（3,212 英尺），其他最容易攀登的山脈則是羅賴馬山和奧揚山。
卡奈依馬一帶是佩蒙（Pemon）印第安人的家園，這個族群與特普伊有著親密的關係，並將特普伊視為精神的家園。由於卡奈依馬國家公園相當偏僻，只有幾條道路能夠連接周圍的城鎮。因此公園內的大多數運輸方式，都是從各種當地住民建造的簡易機場，乘坐輕型飛機、步行、獨木舟完成的。佩蒙人也在當地建設豪華的營地，邀請世界各地的遊客參觀。

## 動物
居住卡奈依馬的動物群多種多樣，根據海拔和植被類型等多種環境因素，遍佈在整個公園內，同時該地也有300多個植物特物種，當前發現的物種包括：
- 巨犰狳
- 巨獺
- 大食蟻獸
- 美洲獅
- 美洲豹
- 二趾樹懶
- 白面僧面猴
- 尖趾鼠
- 泰氏鼠負鼠（Tyler's mouse opossum）
- 羅賴馬鼠
- 棕背鬍鬚薩基
- 角鵰
- 紅肩金剛鸚鵡
- 暗棕灰鸚鵡
- 黃帶箭毒蛙
- 綠鬣蜥
- 蜂鳥
- 巨嘴鳥
- 南美巨蝮（Lachesis muta）
- 綠色長尾刺豚鼠
- 藪犬

## 圖片

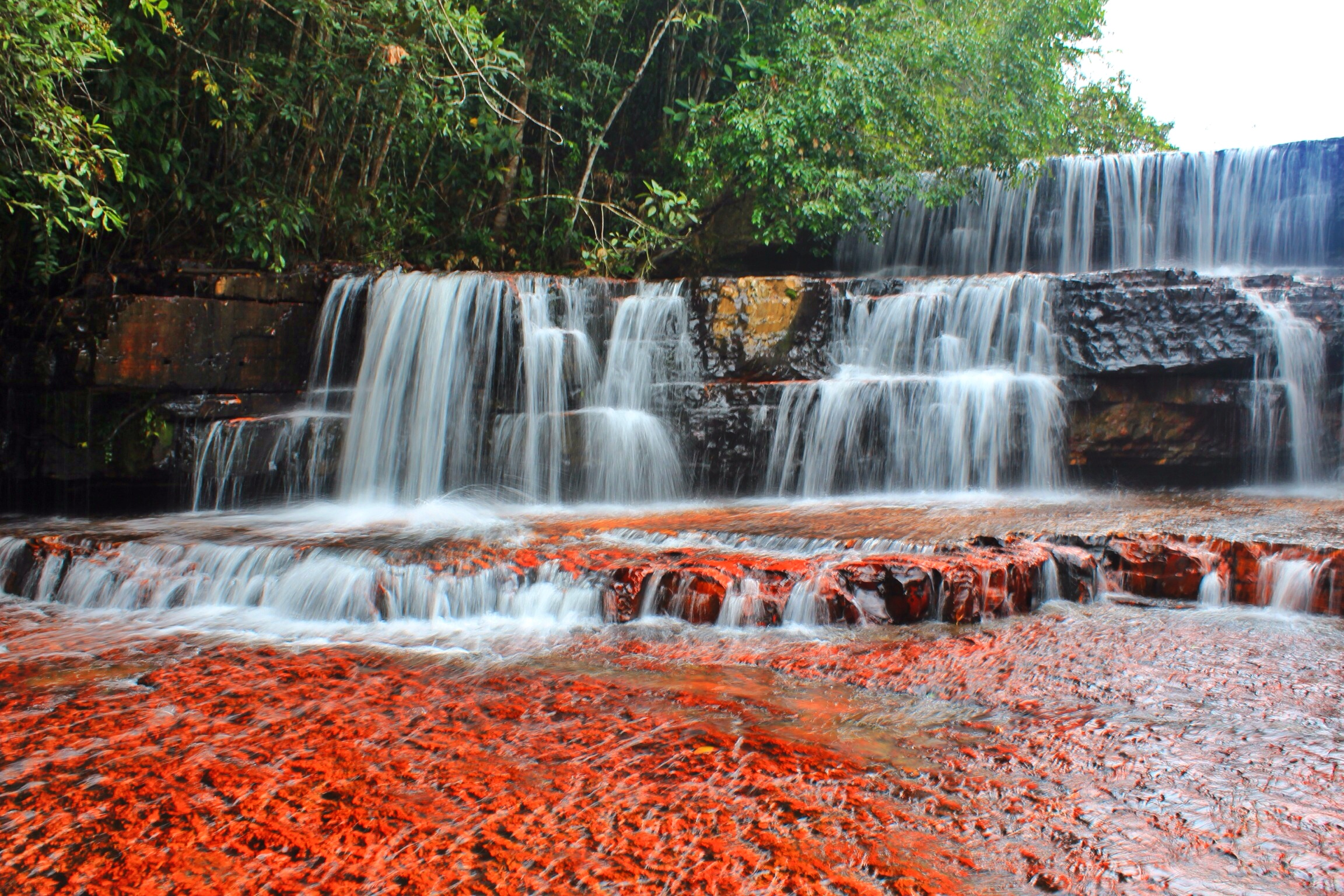
賈斯珀溪
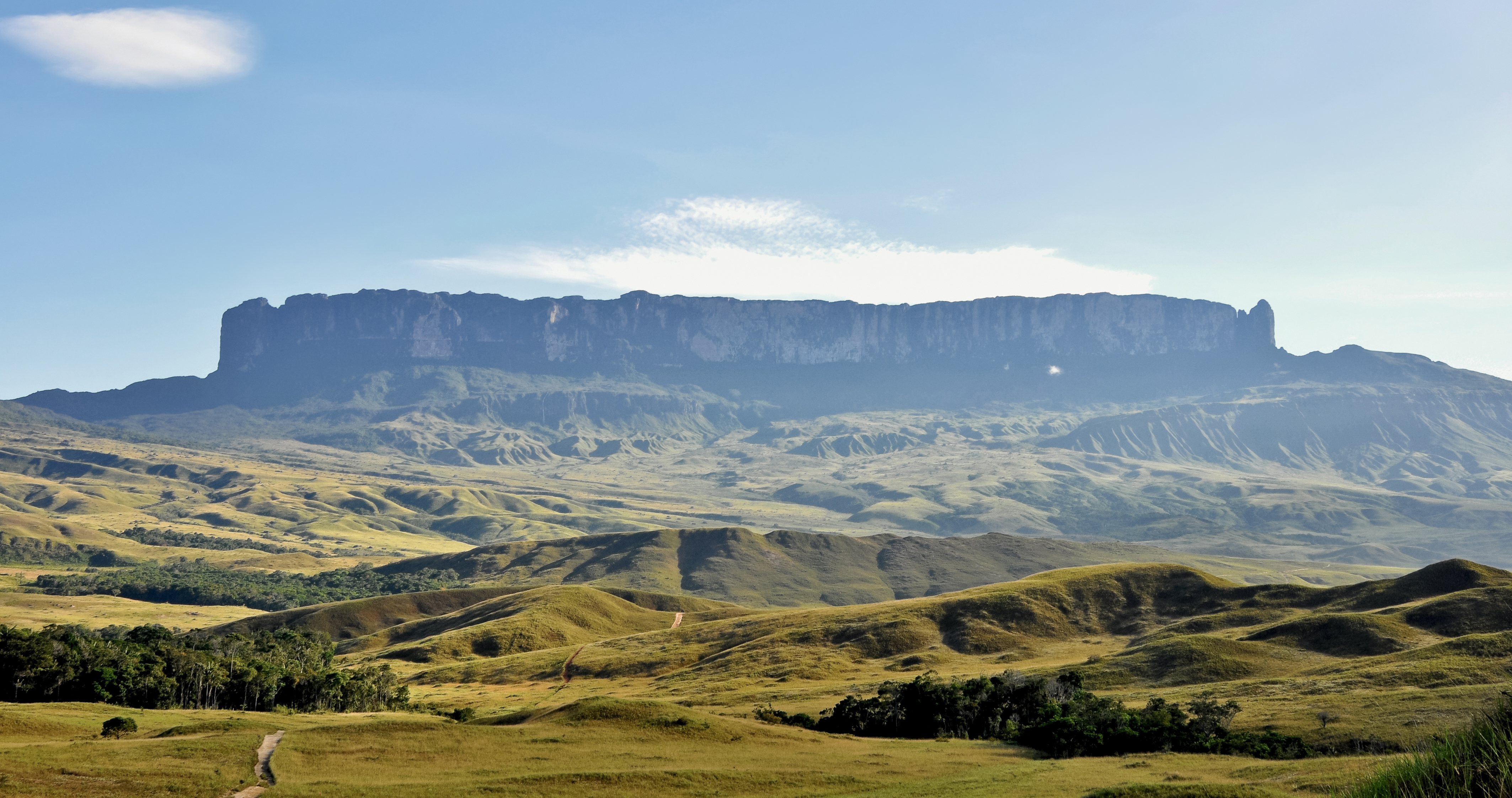
羅賴馬山
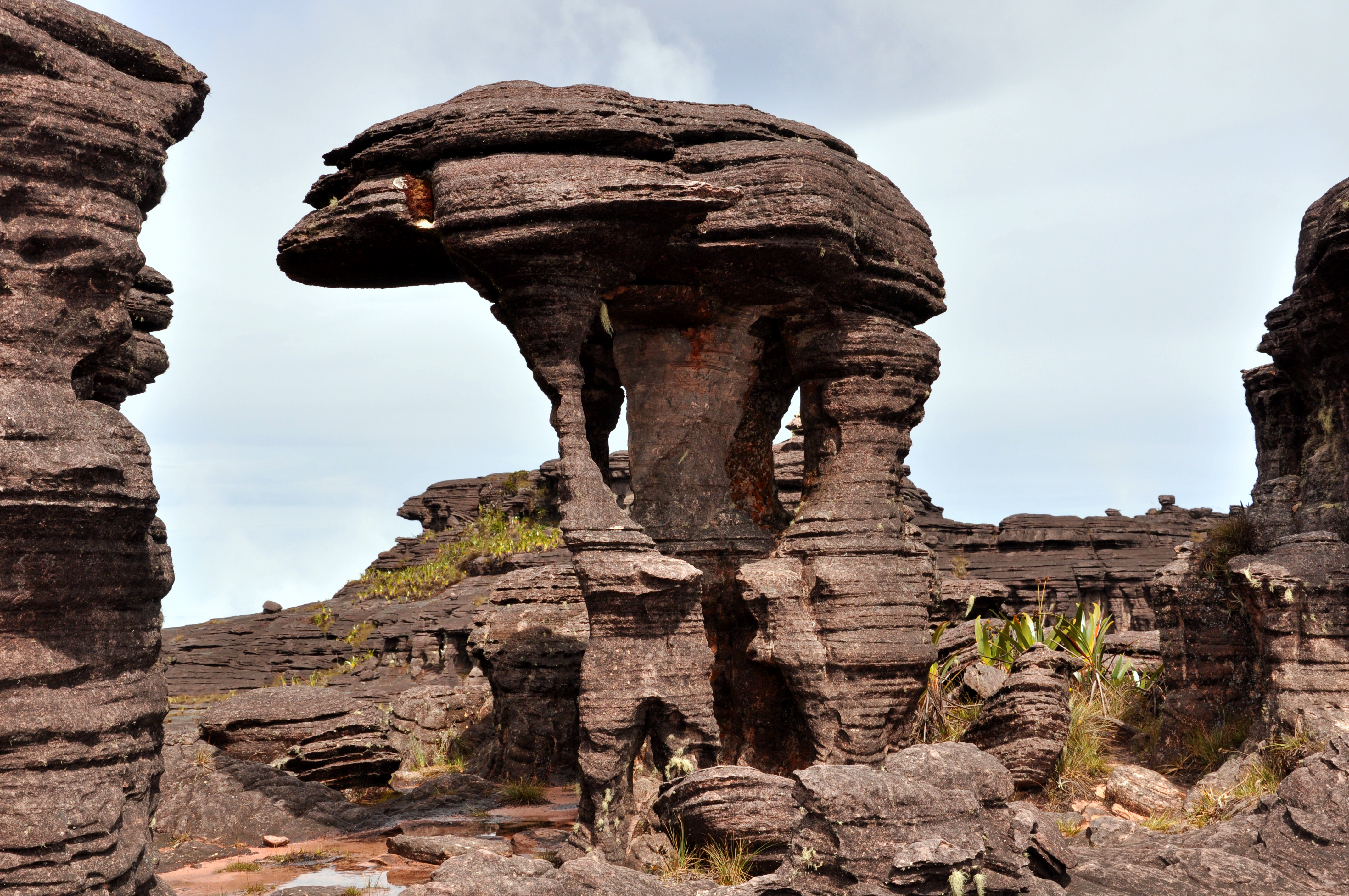
羅賴馬山頂端被稱為「大象」的岩層
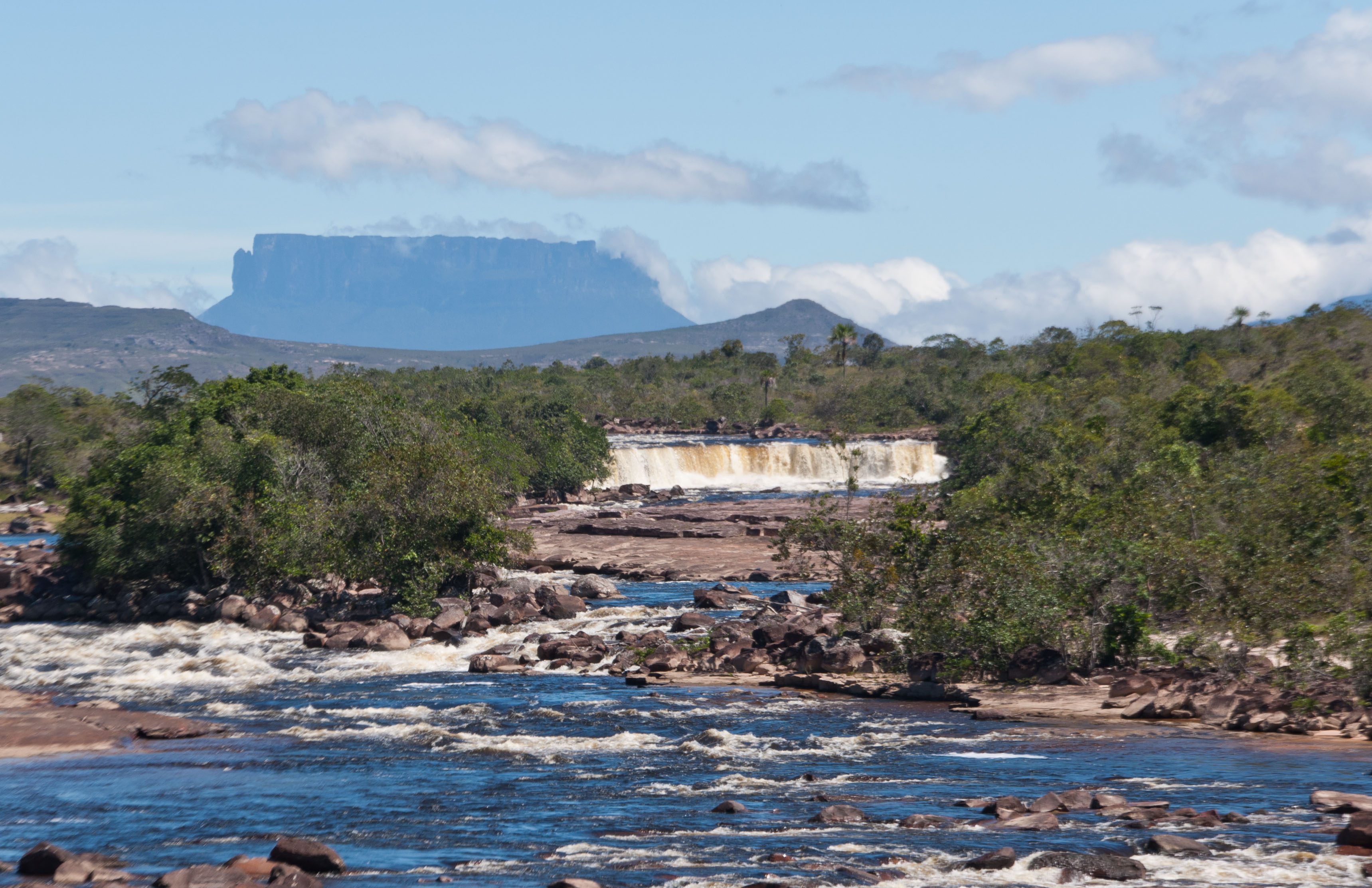
尤鲁阿尼河
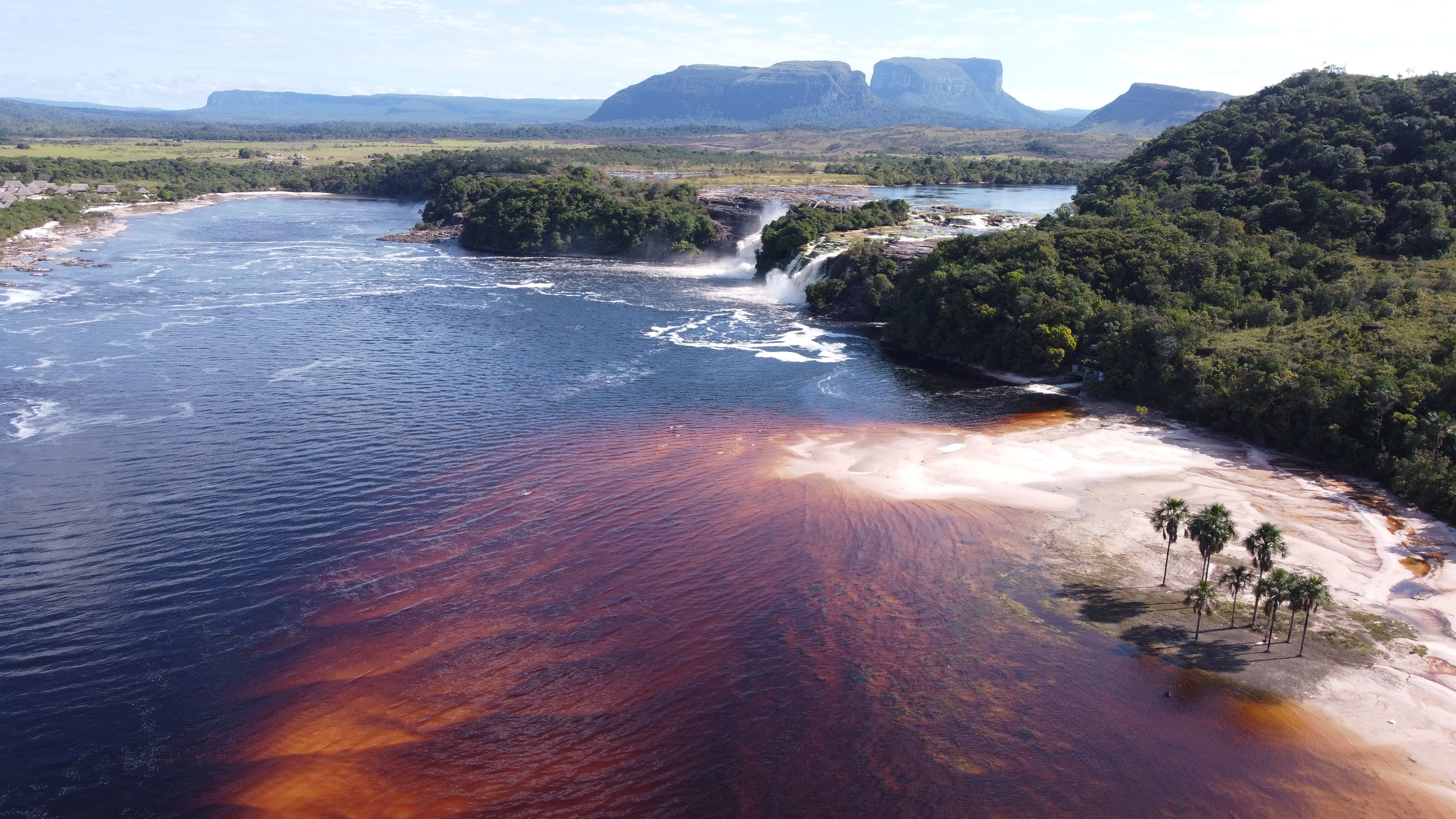
卡奈玛泻湖和乌凯玛瀑布
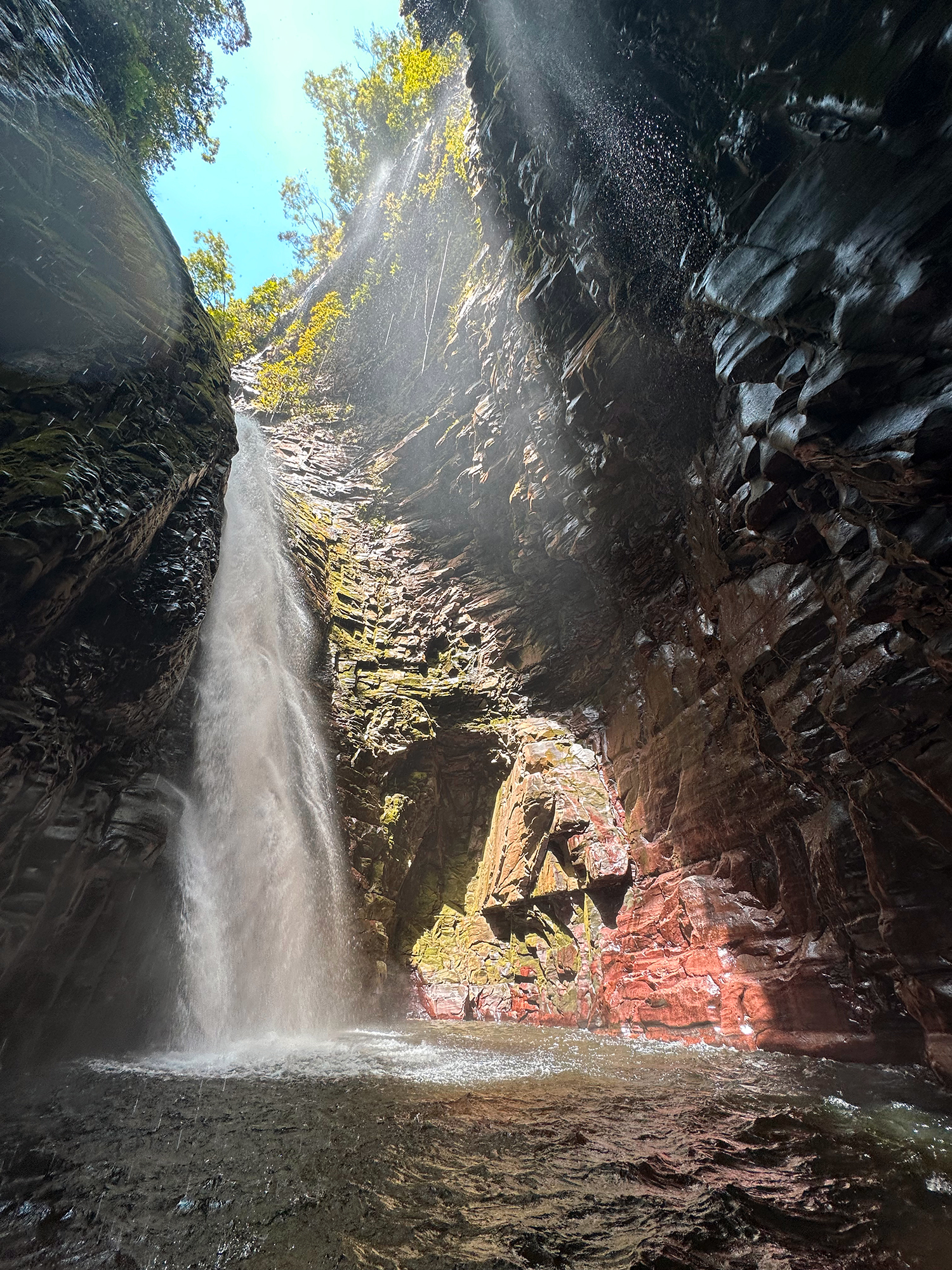
卡瓦克洞穴
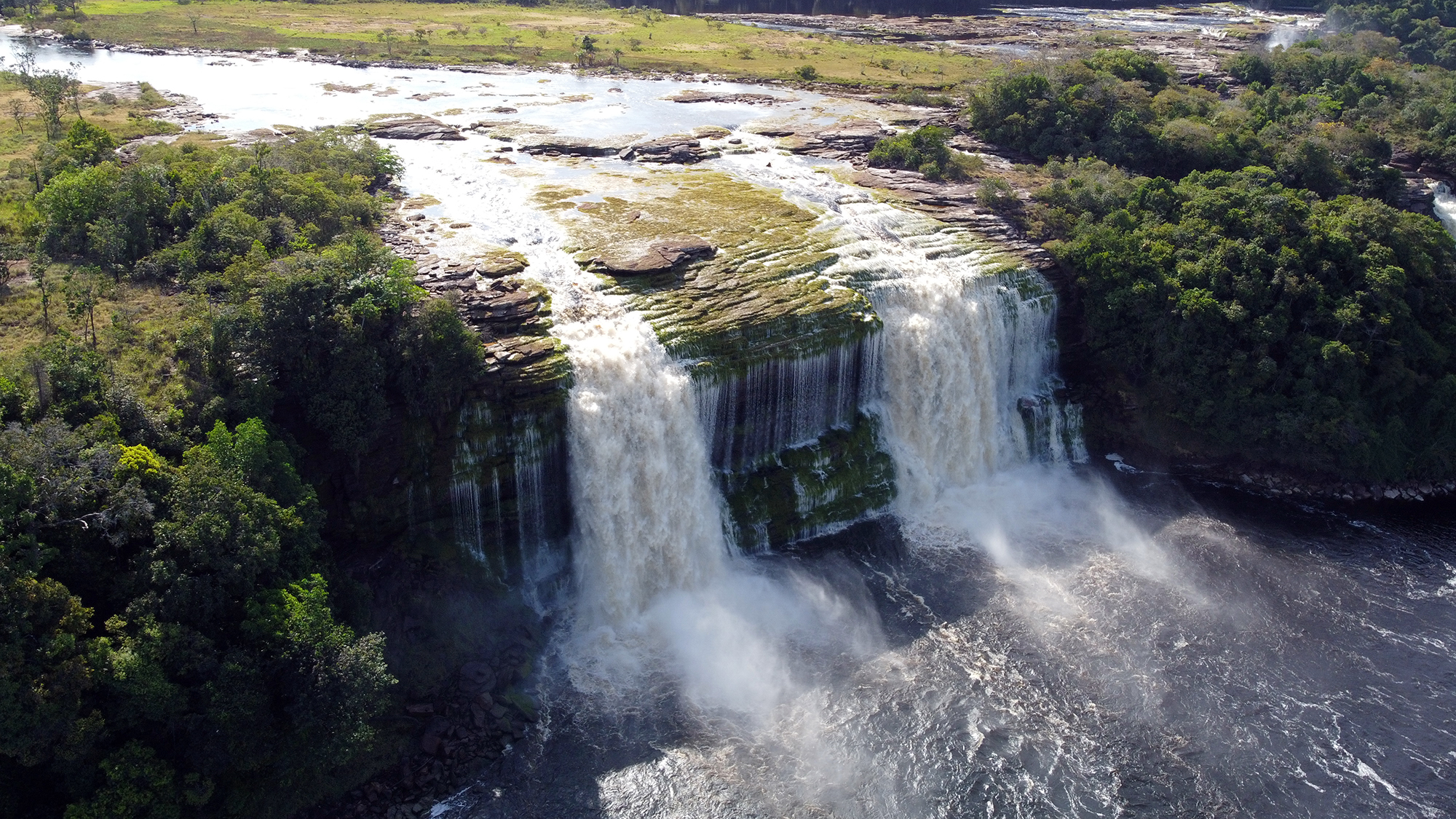
埃尔哈查瀑布
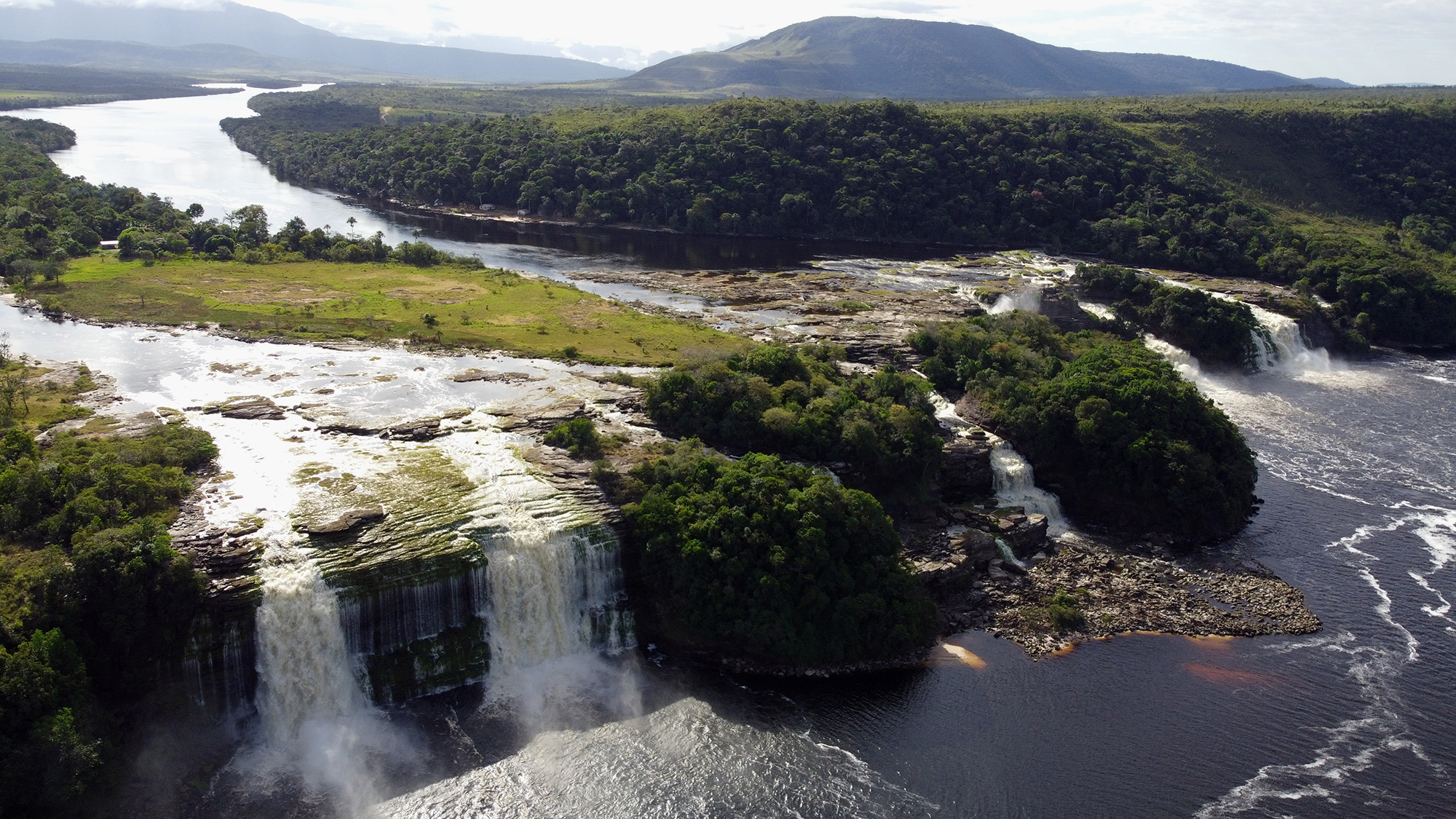
埃爾阿查和烏奈馬瀑布。卡拉奧河和卡奈依馬泻湖

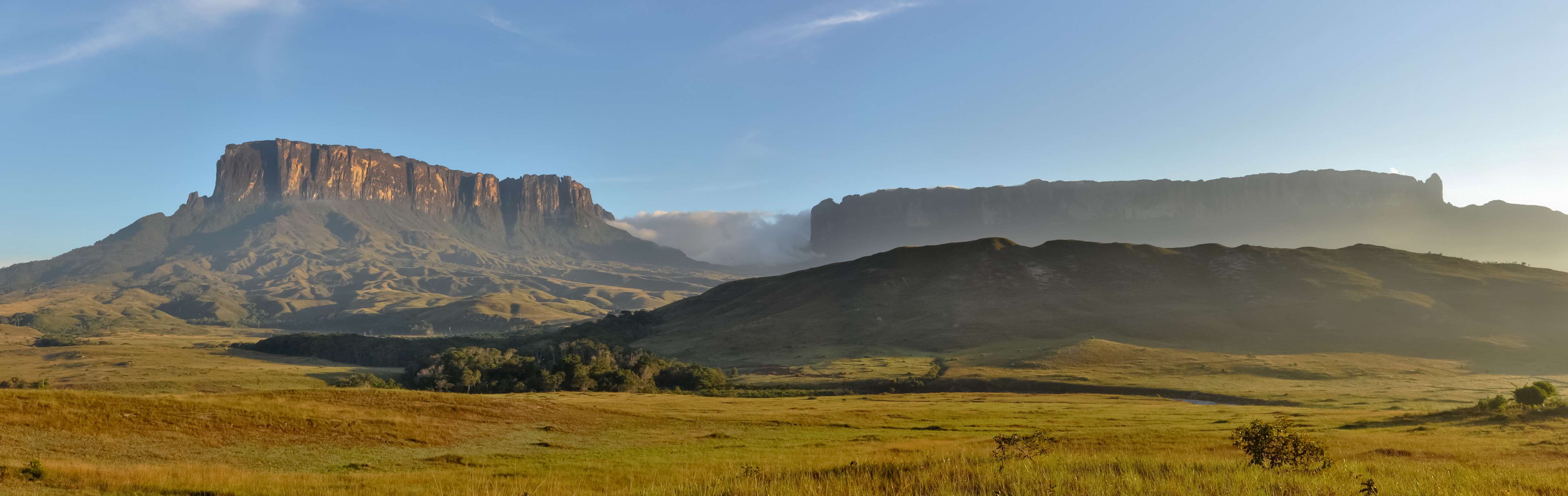
從大薩瓦納山看望的特普伊山脈（tepuis）、庫克南山（Kukenan）和羅賴馬山（Roraima）的景色

## 外部連結
- UNEP World Conservation Monitoring Centre
- Official UNESCO website entry（页面存档备份，存于）
- Video from  Canaima National Park （页面存档备份，存于）
- Canaima National Park（页面存档备份，存于）
- Protected Planet Page for Canaima（页面存档备份，存于）

### 引用資料
1. ↑    - 译名来源：
  - . 世界遗产中心.   [2025-07-25] （中文）.
  - 杨锐. . 中国大百科全书总编委会  (编). . 第三版网络版. 北京: 中国大百科全书出版社 （中文（中国大陆））.
  - 杨世瑜; 吴志亮 (编). . 天津: 南开大学出版社. 2006: 294. ISBN 7-310-02451-6.
2. ↑  McNeely, Jeffrey A.; Harrison, Jeremy, , IUCN: 377, 1994  [2016-06-08], ISBN 978-2-8317-0119-6
3. ↑  Sears, Robin, , WWF: World Wildlife Fund,   [2017-04-01], （原始内容存档于2020-09-22）
4. ↑  Stachowicz, Izabela; Ferrer Paris, José Rafael; Quiroga-Carmona, Marcial; Moran, Lisandro; Lozano, Cecilia. . Therya. 2020, 11: 169–179  [2020-12-13]. doi:10.12933/therya-20-891 .